# José Lorenzo Cossío
José Lorenzo Cossío y Soto (Tulancingo, Hidalgo, 1 de diciembre de 1864 - Ciudad de México, 30 de octubre de 1941) fue un abogado, político, historiador y académico mexicano.

## Semblanza biográfica
Realizó sus primeros estudios en el Colegio Franco Mexicano de la Ciudad de México y en la Escuela Nacional Preparatoria. En 1891, obtuvo el título de abogado en la Escuela Nacional de Jurisprudencia.
Durante los últimos años del porfiriato fue elegido diputado suplente, pero cuando fue llamado para desempeñar el cargo rehusó ejercerlo.  Colaboró con la presidencia de Francisco I. Madero como miembro de la Primera Comisión Agraria Ejecutiva del Tribunal de Infracciones Fiscales. y participó en la Junta Calificadora de Renta de Casas. Se manifestó a favor el agrarismo al proponer reformas al artículo 27 de la Constitución de 1857 con el objetivo de devolver a las comunidades indígenas los ejidos que les habían despojado.
Fue miembro de la Sociedad de Legislación y Jurisprudencia, siendo cofundador de la revista Legislación y Jurisprudencia. Fue miembro de la Sociedad "Antonio Alzate" y de la  Sociedad Mexicana de Geografía y Estadística de la cual fue presidente en 1923. Una vez terminada la Revolución mexicana participó en la comisión de reforma a la Ley Minera, y en la comisión que redactó el Código de Comercio. Junto con otros juristas re fundó la Academia Mexicana de Derecho Internacional en 1919. Fue miembro de número de la Academia Mexicana de la Historia, ocupó el sillón 1 desde 1931. Fue miembro directivo de la Confederación de Cámaras de Comercio y miembro de la Confederación de Cámaras Industriales. Murió en la Ciudad de México en 1941.

## Obras publicadas
- Cómo y por quiénes se ha monopolizado la propiedad rústica en México, en 1911.
- Monopolio y fraccionamiento de la propiedad rústica, en 1914.
- Apuntes para el estudio de la propiedad, en 1914.
- El Real patrimonio y la propiedad privada, en 1918.
- Datos históricos sobre las propiedades urbanas de la Instrucción Pública y de la Beneficencia Privada, en 1926.
- Del México viejo, en 1935.
- Guía retrospectiva de la ciudad de México, en 1941.
- El gran despojo nacional o de manos muertas a manos vivas, en 1945 (publicación póstuma).